# Lycette Darsonval
Lycette Darsonval, all'anagrafe Alice Andrée Marie Perron (Coutances, 12 febbraio 1912 – Saint-Lô, 1º novembre 1996) è stata una ballerina e direttrice artistica francese.

## Biografia
Lycette Darsonval lavorava come ballerina di strada a Montmartre quando fu notata da un maestro della Scuola di danza dell'Opéra di Parigi nel 1935. 
Dopo essersi perfezionata con Nicola Guerra, nel 1940 fu promossa al rango di prima ballerina del balletto dell'Opéra di Parigi e si affermò come una delle più apprezzate interpreti dell'opera di Serge Lifar. Per Lifar danzò ruoli da protagonista in Romeo e Giulietta, El amor brujo, Sylvia, Phèdre, Salome e Zadig; danzò inoltre come protagonista in Giselle e Il lago dei cigni.
Dopo l'addio alle scene fu direttrice artistica del balletto dell'Opéra di Parigi dal 1957 al 1960, quando lasciò Parigi per curare la direzione del Balletto di Nizza. Successivamente si dedicò all'insegnamento della danza, prima al Conservatorio di Nizza e poi alla Scuola di danza dell'Opéra di Parigi.

## Filmografia (parziale)
- Evasione (Douce), regia di Claude Autant-Lara (1943)